# Eparquia uniata de Przemyśl

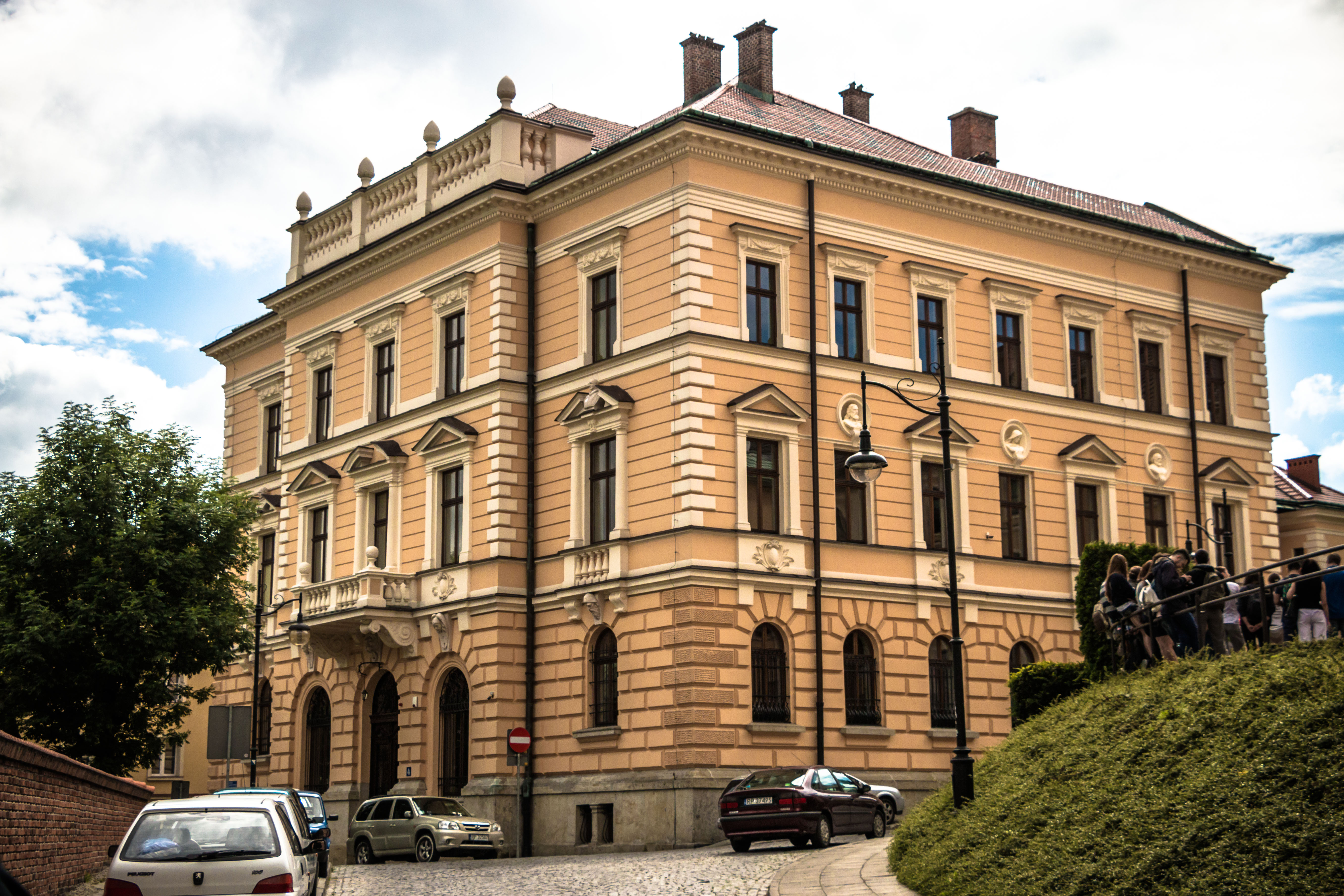
Palácio dos bispos greco-católicos em Przemyśl.

Eparquia de Przemyśl, também Przemyśl-Sambir, Przemyśl-Sambir e Sanok e Przemyśl-Sambir e Sanok do Rutenos, foi uma eparquia na Igreja uniata rutena estabelecida em 1692 (na verdade formada em 1610 com a nomeação de Atanásio Krupetski como bispo), como resultado da adesão do bispo ortodoxo de Przemyśl, Inocêncio Winnicki, juntamente com toda a eparquia de Przemyśl-Sambir à União de Berestia. Foi parte da Metrópole de Kiev, Galícia e Toda a Rutênia. Estava situada na Comunidade Polaco-Lituana.

## História
Durante a adoção da União de Brest (1596), o bispo de Przemyśl, Michał Kopystenski, não reconheceu a unia. A partir de então, os bispos greco-católicos de Przemyśl também foram nomeados paralelamente aos ortodoxos, mas até 1692 isso tinha apenas significado titular. Várias tentativas foram feitas para reconciliar ortodoxos e uniatas, incluindo: nos sínodos de Lviv (1629) e Lublin (1680), mas sem resultados. Foi apenas o bispo Inocêncio Winnicki quem decidiu aderir a unia em 1691 (ou 1692).
Na primeira metade do século XVIII, a maioria das paróquias e fiéis converteram-se ao catolicismo grego.
Temporariamente, na segunda metade do século XVIII, a eparquia uniata de Przemyśl-Sambir foi dividida em três ofícios: o geral de Przemyśl e as catedrais de Sanok e Sambir. Cada ofício estava dividido em decanatos (protopopia), dos quais eram 31 no final do século XVIII.
Em 1772 ficou sob domínio austríaco. Era constituída por 1.253 freguesias, tinha uma área de 24.900 km² e aproximadamente 300.000 fiéis.
Até as partições, havia 9 mosteiros masculinos (Basilianos) e 3 femininos na eparquia. Como resultado das reformas Josefinas na virada dos séculos XVIII e XIX, o número de paróquias greco-católicas foi reduzido. No final do século XIX, a eparquia greco-católica de Przemyśl tinha 685 paróquias, 23 vicariatos independentes, mais de 800 padres envolvidos no trabalho pastoral, 997.600 fiéis, 6 mosteiros masculinos (Dobromil, Drohobich, Krechów, Kristinopol, Ławrów, Żółkiew) e 1 convento em Jaworów.
Durante a divisão austríaca, os padres da eparquia de Przemyśl foram inicialmente educados no Barbareum e no Seminário Geral Greco-Católico. Em 1845, o bispo Ivan Snihurśkyj fundou o Seminário Teológico Greco-Católico em Przemyśl.
Em 1934, 9 decanatos de um total de 54 foram excluídos da eparquia, criando a Administração Apostólica da Região de Lemko.
Após a Segunda Guerra Mundial, em meados de 1946, os bispos foram presos e a eparquia dissolvida pelas autoridades estatais comunistas (Sínodo de Lviv).